# サボイアS.21試作戦闘飛行艇
サボイアS.21試作戦闘飛行艇（サボイアS.21しさくせんとうひこうてい）は、アニメ映画『紅の豚』ならびにその原作『飛行艇時代』に登場する架空の飛行艇であり、同作品の主人公、ポルコ・ロッソの愛機である。

## 概要
1920年代に1機のみが試作された戦闘飛行艇で、倉庫に保管されていた機体をポルコが購入したもの。
艇体を兼ねる胴体の上部に計6本のごく短い支柱によってパラソル翼配置に主翼を置き、その上部にまた同仕様の支柱によって水冷エンジンを搭載する。主翼は浅い後退角を持った単葉で、上反角・下反角はない。胴体・主翼とも木製モノコック構造である。プロペラは牽引式配置の2枚ブレード。武装は7.92mm シュパンダウ機関銃を機首に2門装備しているが、劇中で2人目の座席を新設する際に機関銃を1丁降ろしている。また、原作版・映画版ともに撃墜前後で姿が少し変わるが、双方においてその形状は各々異なるため、あわせて4タイプの微妙な差異をもつバリエーションが存在する。
エンジンは原作版ではイゾッタ・フラスキニ・アッソ水冷V型12気筒（改造前）、ロールス・ロイス ケストレル（改装後）を搭載。映画版では改装時にフィアットAS.2"フォルゴーレ"エンジンに換装されている。映画内では「1927年のシュナイダーカップでこいつをつけたイタリア艇はカーチスに負けたんだ」とされているが、実際に1927年のシュナイダーカップに出場したマッキM.52が搭載していたエンジンはフィアットAS.3であり、負けた相手はイギリスのスーパーマリン S.5である。フィアットAS.2はその前年開催のシュナイダーカップ1926年大会でマッキ M.39に搭載され優勝したエンジンである。
この機体は宮崎駿が小学生の時に見た飛行艇の写真がモデルになったもので、その飛行艇はマッキ M.33とされている。
なお、サボイア（サヴォイア）は実在したイタリアの航空機メーカーであり、爆撃機などを製造していた会社である。1920年にはSIAI社に吸収合併されSIAI-サヴォイアとなり、サヴォイア・マルケッティを経てSIAI-マルケッティと改称された。S.21の型番がつけられた飛行艇も実在したが、SIAI-サヴォイアが社名だった頃のものであり、『紅の豚』に登場した機体とは異なり複葉機であった。

## 名称
原作版では「愛艇フォルゴーレ号」「（本名は）サボイアS-21試作戦斗艇」とされているが、その名称が出てくるのは原作のポルコ・ロッソ初登場のシーンだけであり、それ以外の場所では「サボイアS.21試作戦闘飛行艇」で統一されている。
撃墜前後の差異について、とくに呼称上での変化は存在しなかったが、後にファインモールド社の手で映画版の改修後の形状が模型化される際に、この仕様にS.21Fという形式名が宮崎駿によって付けられた。

## 設定
|                | 改修前                                                                                                   | 改修後（後期型） | 備考                                                                     |
| -------------- | --- | --- | ------------------------------------------------------------------------ |
| 名称           | サボイアS.21試作戦闘飛行艇                                                                               | サボイアS.21F | Fはピッコロ社設計主任フィオ・ピッコロの頭文字にちなむ                    |
| 乗員           | 1名 | 1名+簡易座席1名 | 簡易座席はハッチのみでシートは設置されていない                           |
| パワーユニット | イゾッタ・フラスキニ・アッソ水冷V型12気筒（原作版）                                                      | ロールス・ロイス ケストレル液冷V型12気筒（原作版） フィアット AS.2"フォルゴーレ"水冷V型12気筒（映画版）                                                                            |                                                                          |
| 最高出力／速度 | 600馬力／300km/h                                                                                         | 700馬力／330km/h（原作版） 720馬力（最高880馬力）／330km/h（映画版） | レース用エンジンを常用のものとするため最大出力が抑えられている（映画版） |
| 構造           | 木造モノコック構造                                                                                       | （同左） | 外装はエンジンナセルのみ金属製                                           |
| 武装           | 7.92mm シュパンダウ機関銃×2                                                                              | 7.92mm シュパンダウ機関銃×1 | 右側の1挺がフィオ搭乗のために撤去された                                  |
| その他の変更点 | － | 艇体以外すべてを新造 - 新しい翼断面の採用 - 主翼の取付け角変更 - ラジエター位置変更 - 幅広なプロペラ採用 - 補助翼にトリムタブ追加 - 簡易座席ハッチ追加 - 伝声管の追加 - 各部の補強 |                                                                          |
| マーキング     | イタリアの国旗の上にポルコの故郷・ジェノバの市章とRの赤文字。”Rosso"と"Repubblicano"（共和主義）の頭文字 | （同左） |                                                                          |